# Мерник
Мерник (словац. Merník) — село в Словаччині, Врановському окрузі Пряшівського краю. Розташоване в східній частині Словаччини на Поздішовській височині в долині потоку Чичави, притоки Топлі.
Уперше згадується у 1363 році.

## Пам'ятки
У селі є протестантська церква (1784) з вежею 1863 року та греко-католицька церква Вознесіння Господнього (1994). 

## Населення
| Рік:            | 1993 | 2003    | 2013    | 2023    |
| --------------- | ---- | ------- | ------- | ------- |
| Кількість осіб: | 662  | 635     | 604     | 588     |
| Різниця:        |      | -4,07 % | -4,88 % | -2,64 % |

| Рік:            | 2022 | 2023    |
| --------------- | ---- | ------- |
| Кількість осіб: | 592  | 588     |
| Різниця:        |      | -0,67 % |

У селі проживає 605 осіб.
Національний склад населення (за даними перепису 2001 року):
- словаки — 99,70 %,
- чехи — 0,15 %,
- угорці — 0,15 %.

Склад населення за приналежністю до релігії станом на 2001 рік:
- протестанти — 64,33 %,
- римо-католики — 24,09 %,
- греко-католики — 10,82 %,
- не вважають себе вірянами або не належать до жодної вищезгаданої конфесії — 0,30 %.